# Victor III. von Ratibor

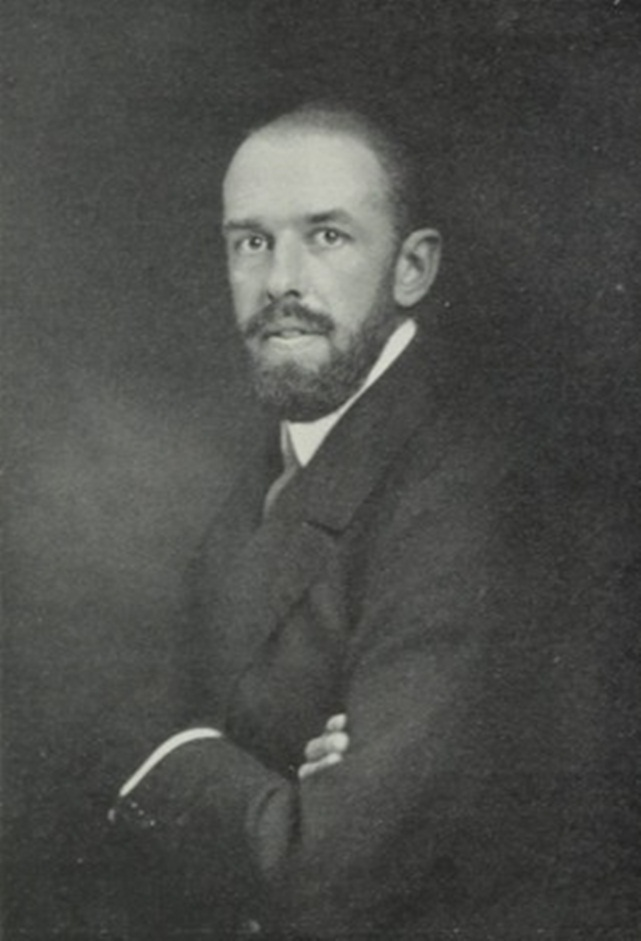
Viktor III. August Herzog von Ratibor und Corvey, (ca. 1920)

Victor III. August Maria 3. Herzog von Ratibor, 3. Fürst Corvey, Prinz von Hohenlohe (* 2. Februar 1879 in Rauden; † 11. November 1945 in Corvey) war ein deutscher Jurist, Land- und Forstwirt und von 1923 bis 1945 Chef des Hauses Ratibor.

## Leben
Victor III. war der Sohn von Victor II. Amadeus von Ratibor  (1847–1923) und Marie Gräfin von Breunner-Enckevoirth (1856–1929). Er machte eine Ausbildung als Land- und Forstwirt und studierte Jura an den Universitäten in Bonn, Leipzig, Breslau und an der Sorbonne in Paris. Er war königlich preußischer Regierungsreferendar. Zudem diente er in der preußischen Armee und beendete den Wehrdienst als Leutnant. Wie sein Vater war er Mitglied des Malteser Ritterordens.

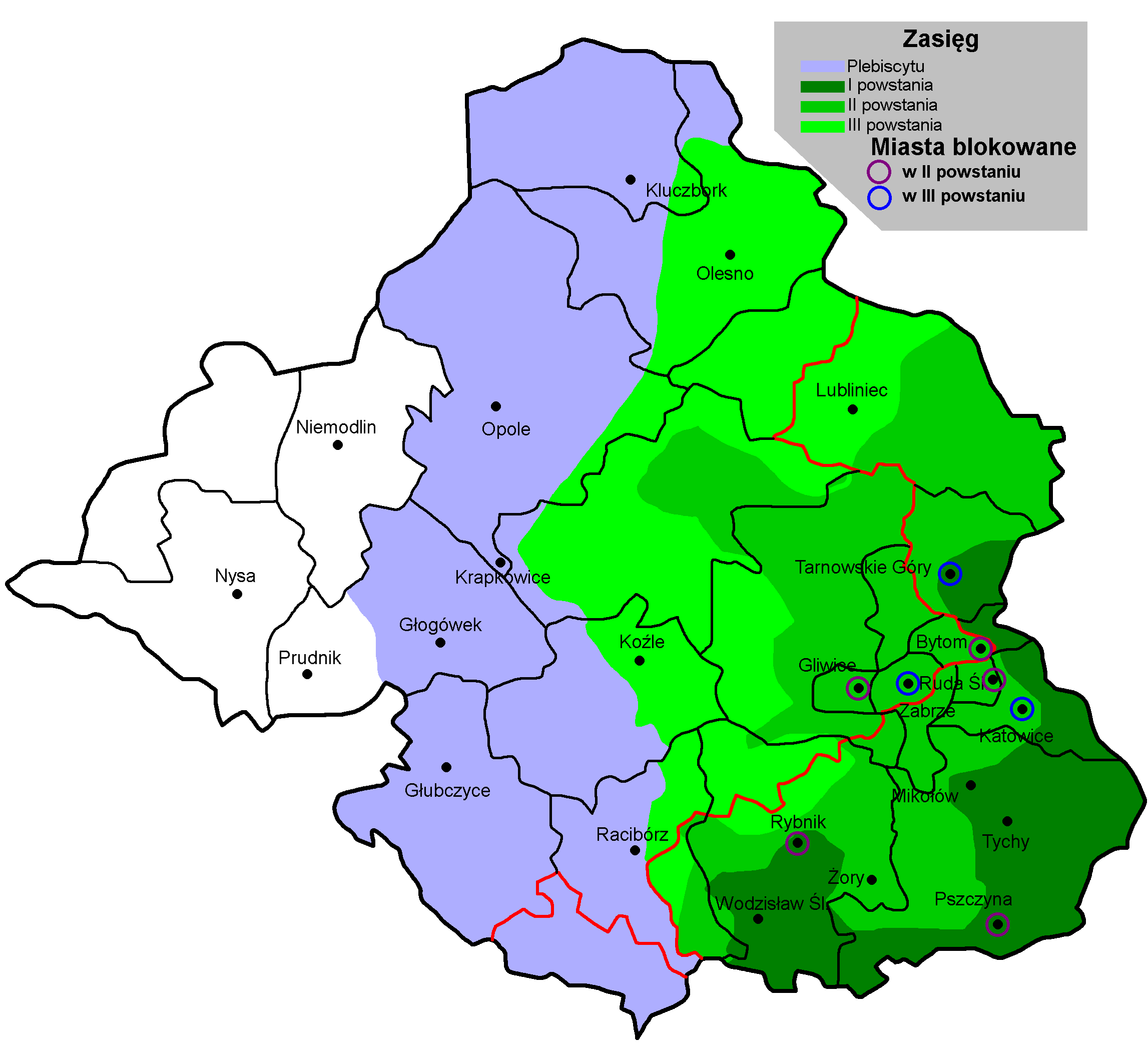
Aufstände in Oberschlesien

Bereits als Erbprinz galt er als sehr vermögend und wird im Deutschen Millionärs-Adressbuch aufgeführt.
Nach dem Ersten Weltkrieg beschäftigte er sich vor allem mit der Verwaltung der umfangreichen Familiengüter, die damals die viertgrößten in Schlesien waren. Die Zeit war zunächst schwierig, denn es gab Aufstände und Volksabstimmungen in Oberschlesien. 1922 wurde der oberschlesische Grundbesitz geteilt. Einige Dörfer des Ratiborer Landkreises wurden in Polen eingegliedert, andere, die dem Landkreis Rybnik gehörten, blieben in Deutschland und wurden, darunter Rauden, dem Ratiborer Landkreis angeschlossen. Die Familie Ratibor verlor so nicht nur Besitz, sondern auch Absatzmärkte im Oberschlesischen Industriegebiet, das nun überwiegend zu Polen gehörte.

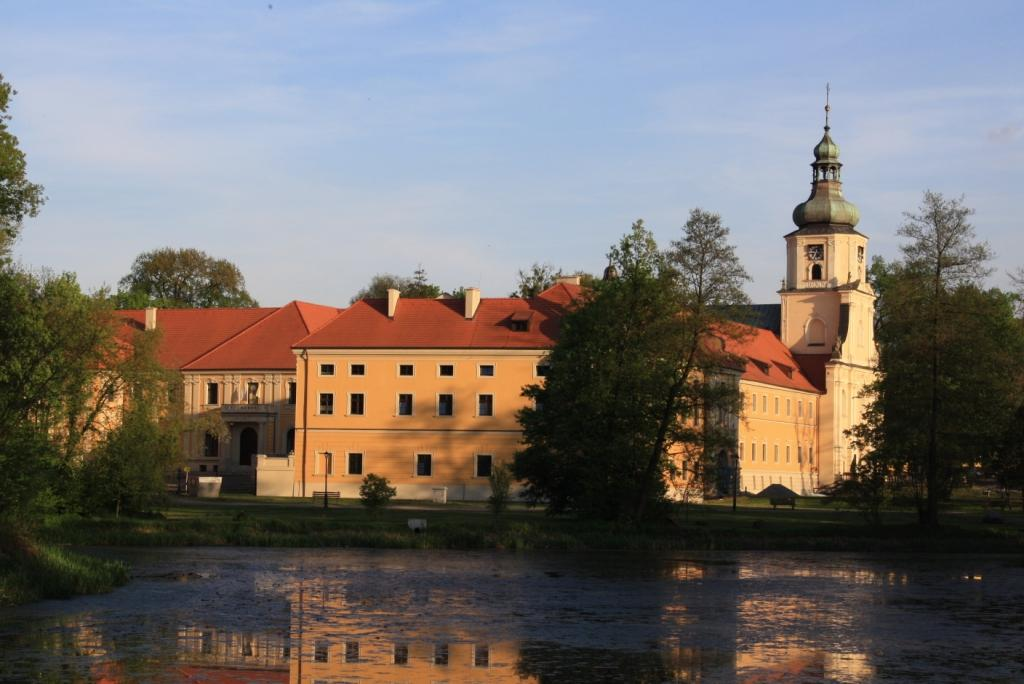
Kloster Rauden, Geburts- und Wohnort von Victor III. (2011)

1923, nach dem Tod seines Vaters, wurde Victor III. Chef des Hauses Ratibor und der damit verbundenen Familienunternehmen, Ländereien und Schlösser, zu denen das Kloster Rauden, Schloss Corvey einschließlich der Fürstlichen Bibliothek und das Schloss Grafenegg in Niederösterreich gehörten.
1925 wurde der Export landwirtschaftlicher Erzeugnisse durch den deutsch-polnischen Zollkrieg, Überkapazitäten, steigende Preise und Finanzkrisen weiter erschwert. Erst durch die Genfer Konventionen wurden schließlich der Besitz von 2.500 Hektar landwirtschaftlicher Flächen in Polen geschützt und so ermöglicht, die Erzeugnisse auch wieder in Oberschlesien zu verkaufen.
1937 dokumentiert die letzte Veröffentlichung des Güter-Adressbuches Schlesien die umfangreiche Begüterung um das Herzogtum Ratibor mit mehreren Waldgütern, wie Rauden, und den dazugehörigen Besitzungen auf gesamt 30218 ha. An der Spitze stand nach dem Eigentümer der generalbevollmächtigte Güterdirektor, die Rechtsabteilung mit einem Kammerrat und einem Rechtsanwalt sowie dem Oberforstmeister.
Gleich zu Beginn des Zweiten Weltkrieges, am 18. September 1939, starb Victors ältester Sohn, Victor IV., während des Überfalls auf Polen. Sein Panzerkampfwagen IV sowie ein Panzerkampfwagen 35 (t) und ein Panzerkampfwagen 38 (t) wurden während eines Panzergefechtes von einem polnischen TKS abgeschossen.
Ende 1944, vor Ankunft der Roten Armee, wurden die wertvollsten Gegenstände des Schlosses Rauden in den Westen Deutschlands befördert. 1945 musste die Familie schließlich das Land verlassen und floh nach Corvey. Die schlesischen Besitzungen mit 34.000 Hektar Wald fielen an Polen.

## Ehe und Nachkommen

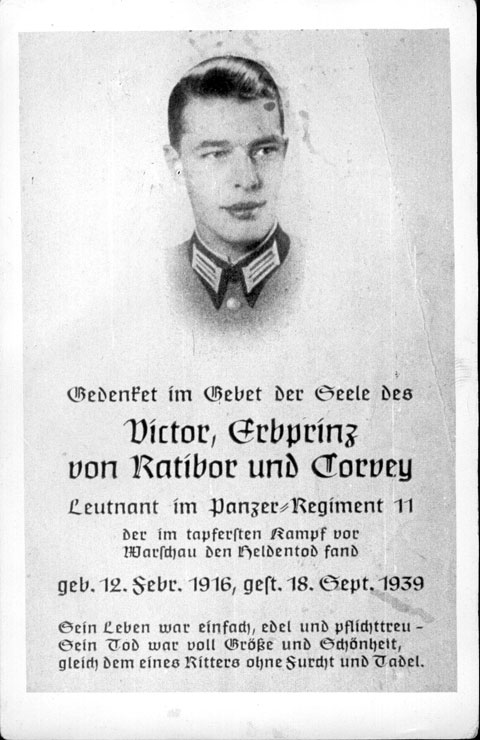
Victor IV. von Ratibor, sein Sohn

Am 19. November 1910 in München heiratete er Elisabeth zu Oettingen-Oettingen und Oettingen-Spielberg (* 31. Oktober 1886 in Oettingen; † 2. Oktober 1976 ebenda), eine Tochter des Fürsten Franz Albrecht zu Oettingen-Oettingen und Oettingen-Spielberg (1847–1916). Mit ihr hatte er folgende Kinder:
- Marie Agathe Elisabeth Clementine Marguerite Caroline (* 19. Oktober 1911 in Rauden; † 11. November 1971 in Höxter)

⚭ 1946 Edmundo Lasalle y Garcia Mayon (1914–1975)
- Sophie Agathe Marie Charlotte (* 22. Dezember 1912 in Rauden; † 23. März 1981 in Lohr am Main)

⚭ 1937 Friedrich Leopold Maria, Graf von Praschma (1900–2000)
- Eleonore Marie Amelie Gabriele (* 13. Februar 1914 in Rauden; † 19. März 1993 in Höxter)
- Viktor IV. Albrecht Johannes Josef Michael Maria (* 12. Februar 1916 in Rauden; † 18. September 1939 in Modlin), beim Überfall auf Polen gefallen
- Klementine Gabrielle Georgine Benoite Marie (* 24. April 1918 in Rauden; † 5. November 2005 in München)

⚭ 1940 Anton Prinz von Croÿ (1909–1976)
- Franz-Albrecht Maximilian Wolfgang Josef Thaddäus Maria (* 23. Oktober 1920 in Rauden; † 25. Juni 2009 in Cetona)

⚭ 1962 Isabella Gräfin zu Salm-Reifferscheidt-Krautheim und Dyck (* 1939).

## Mitgliedschaften
- Malteserorden
- Corps Borussia Bonn
- Ehrenmitglied im Jagdcorps Hubertia Breslau.

## Ahnentafel
| Ahnentafel von Victor III. von Ratibor (1879–1945) | Ahnentafel von Victor III. von Ratibor (1879–1945)                                                  | Ahnentafel von Victor III. von Ratibor (1879–1945)                                          | Ahnentafel von Victor III. von Ratibor (1879–1945)                                                          | Ahnentafel von Victor III. von Ratibor (1879–1945)                                                           | Ahnentafel von Victor III. von Ratibor (1879–1945) | Ahnentafel von Victor III. von Ratibor (1879–1945) | Ahnentafel von Victor III. von Ratibor (1879–1945) | Ahnentafel von Victor III. von Ratibor (1879–1945) |
| -------------------------------------------------- | --------------------------------------------------------------------------------------------------- | ------------------------------------------------------------------------------------------- | --- | --- | -------------------------------------------------- | -------------------------------------------------- | -------------------------------------------------- | -------------------------------------------------- |
| Urgroßeltern                                       | Franz zu Hohenlohe-Schillingsfürst (1787–1841) ⚭ 1815 Constanze zu Hohenlohe-Langenburg (1792–1847) | Karl Egon II. zu Fürstenberg (1796–1854) ⚭ 1818 Amalie von Baden (1795–1869)                | August von Breuner-Enckevoirth (1796–1877) ⚭ 1827 Maria Theresia Caroline Esterházy de Galántha (1802–1837) | Janos Széchenyi de Sarvar-Felsovidek (1802–1874) ⚭ 1825 Agota Erdödy de Monyorókerék et Monoszló (1808–1882) |                                                    |                                                    |                                                    |                                                    |
| Großeltern                                         | Victor I. von Ratibor (1818–1893) ⚭ 1845 Amelie zu Fürstenberg (1821–1899)                          | Victor I. von Ratibor (1818–1893) ⚭ 1845 Amelie zu Fürstenberg (1821–1899)                  | August Johann von Breunner-Enkevoirth (1828–1894) ⚭ 1855 Maria Széchenyi de Sarvar-Felsovidek (1833–1920)   | August Johann von Breunner-Enkevoirth (1828–1894) ⚭ 1855 Maria Széchenyi de Sarvar-Felsovidek (1833–1920)    |                                                    |                                                    |                                                    |                                                    |
| Eltern                                             | Victor II. Amadeus von Ratibor (1847–1923) ⚭ 1877 Marie von Breunner-Enkevoirth (1856–1929)         | Victor II. Amadeus von Ratibor (1847–1923) ⚭ 1877 Marie von Breunner-Enkevoirth (1856–1929) | Victor II. Amadeus von Ratibor (1847–1923) ⚭ 1877 Marie von Breunner-Enkevoirth (1856–1929)                 | Victor II. Amadeus von Ratibor (1847–1923) ⚭ 1877 Marie von Breunner-Enkevoirth (1856–1929)                  |                                                    |                                                    |                                                    |                                                    |
| Victor III. von Ratibor (1879–1945)                | |                                                                                             | | |                                                    |                                                    |                                                    |                                                    |